# Йоханес Попиц
Йоханес Попиц (на немски: Johannes Popitz) е германски политик и борец от съпротивата, участвал в опита за убийство на фюрера Адолф Хитлер от 20 юли 1944 г.

## Биография
Като син на фармацевт от Лайпциг, Попиц изучава политически науки и право в Десау, Лозана, Лайпциг, Берлин и Хале. От 1907 до 1918 г. той е младши правителствен адвокат. През 1918 г. се жени за Корналия Слот, с която има три деца.
През 1919 г., след изборите за Парламент във Ваймарската република, той става гехаймрат в Министерството на финансите.
От 1925 до 1929 г. Попиц е държавен секретар в германското министерство на финансите, където понякога работи при финансовия министър Рудолф Хилфердинг, който през 1929 г. е временно оттеглен поради политически различия с правителството.
Като почетен професор по данъчно право и финансова наука в Берлинския университет и Държавната академия от 1922 г., Попиц е избран в кабинета на Курт фон Шлайхер като министър без портфейл и като лидер на пруското министерство на финансите.
На 21 април 1933 г. Попиц заема длъжността на държавния и финансовия министър на Прусия, но дотогава той все още не е член на НСДАП. На 1 февруари 1937 г. Фьолкишер Беобахтер съобщава, че на Попиц е предложено златното отличия на НСДАП, което той приема.
След Кристалната нощ (9 ноември 1938 г.), Попиц протестира срещу масовото преследване на евреите, като предлага оставката си, която не е приета.
Като десен консерватор и монархист, който би предпочел да види принц Вилхелм, най-големият син на Кайзер Вилхелм II, да наследи Адолф Хитлер, Попиц става активен в кръга на съпротивата от 1938 г., включително групата около Карл Фридрих Гьорделер. Като член на друг такъв кръг, Mittwochsgesellschaft, малка група високопоставени длъжностни лица и индустриалци, които стават от дебатиращ клуб в център за консервативна опозиция към националсоциалистическия режим, център на заговора срещу Хитлер. Той съставя временна конституция след Хитлер, "Vorläufiges Staatsgrundgesetz", чиито общи тенденции са съвсем авторитарни.
През лятото на 1943 г. Попиц провежда тайни разговори с Хайнрих Химлер, чиято подкрепа той иска да спечели за държавен преврат и когото се опитва да убеди да участва в опити да се договори със западните сили за приемлива капитулация на Нацистка Германия.
Още през есента на същата година Попиц е наблюдаван от Гестапо и арестуван в Берлин на 21 юли 1944 г., ден след неуспешния опит на Клаус фон Щауфенберг да убие Хитлер във Вълчата бърлога в Източна Прусия.
На 3 октомври той е осъден на смърт. Първоначално, с надеждата, че контактите със Съюзниците, които той и Попиц са обсъждали, все още са се развили, Химлер се замисля, че Попиц не трябва да бъде екзекутиран. Въпреки това, тъй като става ясно, че няма да има подобни разговори, съдбата на Попиц е предопределена. Той е обесен на 2 февруари 1945 г. в затвора Пльоцензе в Берлин.